# 星際火狐64 3D
《星際火狐64 3D》是一款由任天堂情报开发本部和Q-Games联合开发并由任天堂发行在任天堂3DS上的轨道射击游戏。本作是星際火狐系列首款登陆任天堂3DS平台上的作品。本作是自发售于1997年的《星际火狐64》的重制版，利用3DS更强的机能添加了诸如3D景深、陀螺仪体感操作并且重新绘制了战机和角色。
日本首周销售32,475套

## 外部連結
- （日語）日版官方網站 （页面存档备份，存于）
- （英文）北美版官方網站 （页面存档备份，存于）
- （英文）歐洲版官方網站
- （中文）台灣版官方網站 （页面存档备份，存于）
- （中文）香港版官方網站 （页面存档备份，存于）